# Enklinge
Enklinge är en ö som hör till Kumlinge kommun, Åland (Finland) och i Skärgårdshavet. Ön ligger omkring 49 kilometer nordöst om Mariehamn och omkring 230 kilometer väster om Helsingfors.
Öns area är 12,01 kvadratkilometer och dess största längd är 6,5 kilometer i nord-sydlig riktning. Ön höjer sig omkring 35 meter över havsytan.

## Några ödelar med egna namn
- Enklinge 60°20′12″N 20°45′14″Ö / 60.33678°N 20.75399°Ö
- Vindarskär 60°22′09″N 20°45′27″Ö / 60.36904°N 20.75741°Ö
- Melarskär (nordligaste delen av Enklinge) 60°21′55″N 20°45′47″Ö / 60.36528°N 20.76306°Ö